# Filippa Fernqvist
Filippa May Monica Fernqvist, född Jarneman 11 augusti 1993 i Sollentuna församling, är en svensk journalist och TV-programledare. Hon arbetar sedan 2023 på TV4 Media som reporter och programledare på TV4-nyheterna och medverkar regelbundet i kanalens aktualitetsprogram Nyhetsmorgon, Nyhetsdagen och Efter fem. Hon rapporterar även nyheter på Tiktok och är en av de första öppna transpersonerna att jobba som TV-programledare i Sverige.

## Biografi
Fernqvist är uppvuxen med mamma, pappa och lillasyster Emilia.
Fernqvist är utbildad journalist vid Södertörns högskola.
2023 sändes hennes program Filippa X, där hon intervjuade makthavare, på TV4 Play. Hon gästades bland andra av Tilda Törnqvist och Hudfixaren Ram.
Våren 2024 blev det känt att dåvarande landshövdingen i Stockholm, Anna Kinberg Batra, handplockat vänner till höga tjänster vid Länsstyrelsen. Fernqvist gjorde den första intervjun med henne om det och kunde senare avslöja fler oegentligheter – bland annat ytterligare en rekrytering som granskades av JO. Länsstyrelsen i Stockholm och Kinberg Batra kritiserades, som tvingades lämna sitt uppdrag.
Hösten 2024 kartlade Fernqvist Socialdemokraternas lotteriverksamhet, efter Dagens Nyheters avslöjande om partiets lotteri Kombispels aggressiva telefonförsäljning mot äldre. Efter granskningen uppgav Partiet att man slutat med telemarketing. Men Fernqvists granskning visade att både S och SSU fortsatt anlitade externa säljbolag via dotterbolaget Nordic Lottery, som drev lotterier åt sju ideella organisationer. I juni 2025 meddelade Socialdemokraterna att verksamheten säljs till IOGT-NTO.